# Rutasaari
Rutasaari är en ö i Finland. Den ligger i sjön Muuruejärvi och i kommunen Viitasaari i den ekonomiska regionen  Saarijärvi-Viitasaari och landskapet Mellersta Finland, i den centrala delen av landet, 300 km norr om huvudstaden Helsingfors. Öns area är 18 hektar och dess största längd är 0,6 kilometer i sydöst-nordvästlig riktning.